# Angerville-la-Martel
Angerville-la-Martel település Franciaországban, Seine-Maritime megyében. Lakosainak száma 1081 fő (2022. január 1.). Angerville-la-Martel Ancretteville-sur-Mer, Colleville, Écretteville-sur-Mer, Sainte-Hélène-Bondeville, Sassetot-le-Mauconduit, Thérouldeville, Theuville-aux-Maillots és Valmont községekkel határos.

## Népesség
A település népességének változása:
| Lakosok száma | 941  | 994  | 1057 | 1060 | 1071 | 1078 | 1084 | 1083 | 1081 |
|               | 2013 | 2015 | 2016 | 2017 | 2018 | 2019 | 2020 | 2021 | 2022 |